# 아리랑 1호
아리랑 1호는 대한민국이 발사한 최초의 다목적 실용 인공위성이다. 1999년 12월 21일에 미국 캘리포니아주에서 발사되었다. 685 km 상공을 돌고 있으며, 공전 주기는 98분이다. 우리별 1호를 개발한 인공위성 연구개발센터, 한국항공우주연구원 등 당시 열악한 국내의 기술 인력으로는 개발이 불가능하였고 미국의 TRW 사가 기술 이전 조건으로 국제 공동 개발에 참여했다. 발사 목적은 한반도 부근의 지도 제작 및 해양과 우주 관측 등이다.
우주물리센서(SPS: Space Physics Sensor)는 KAIST가, 광대역을 관측하는 해양관측카메라(OSMI: Ocean Scanning Multi-spectral Imager)는 항공우주연구원과 TRW가 공동 개발하였으며 6.6m의 해상도를 갖는 흑백채널 전자광학카메라(EOC:Electro-Optical Camera)는 TRW 사가 개발하였다. 위성본체는 TRW 사의 TOMS-EP 위성을 기반으로 하였다. 통신은 1553B 통신을 사용하였다.
5년간 약 2,242억원의 예산을 들여 제작된 아리랑 1호는 한반도 정밀지도(축적 1/25,000) 제작, 한반도 주변의 해양 자원 및 해양 환경관측 등의 국토 개발 자료 임무를 수행할 목적으로 개발되었다. 이온층측정기(IMS)와 고에너지입자검출기(HEPD)는 각각 통신가능한 주파수대를 예측하고, 방사선이 위성의 부품에 미치는 영향을 측정하는데 사용된다.
대한민국 복합운송주선업체인 제일항역(FIRST EXPRESS INTERNATIONAL)이 인공위성 본체 및 발사대를 3차례에 걸쳐 출발지인 대전 대덕연구단지로부터 발사기지인 미국 반덴버그까지 운송하였다.
위성 관제는 S 밴드, 위성자료 수신은 X 밴드를 이용한다.
2007년 12월 29일부터 임무 수행이 정지되었고, 2008년 2월 20일부로 임무를 공식 종료했다.

## 같이 보기
- 한국항공우주연구원